# Carlo Martini (critico letterario)

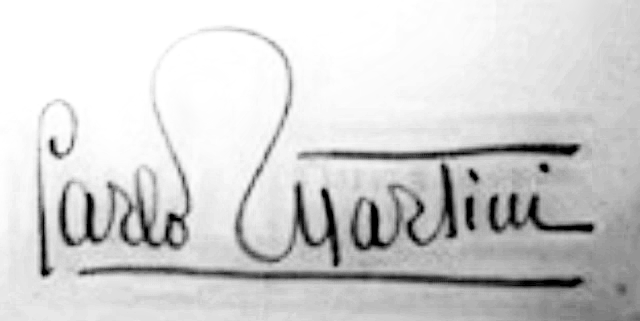
Firma di Carlo Martini

Carlo Martini (Milano, 22 gennaio 1908 – 17 marzo 1978) è stato un critico letterario e poeta italiano.

## Biografia
Nato da Giovanni Battista e Luigia Cazzaniga, in via Val Chisone 35 a Milano, cominciò a lavorare con Enrico Vallecchi, con il quale preparò nel 1940 una mostra della rivista La Voce. Di questa rivista, nel 1956, pubblicò una storia ed una bibliografia, con gli indici delle annate, nella collana di «Varia Umanità» diretta da Francesco Flora, per Nistri-Lischi.
Nel dopoguerra aderì al manifesto dell'Ausonismo di Luigi Fiorentino che si opponeva alla oscurità della poesia ermetica. Fra i lavori che gli diedero notorietà e per i quali ricevette alcuni premi (San Pellegrino, Cittadella, Pisa, Sette Stelle, La Madonnina) e due segnalazioni al Viareggio, si ricorda la raccolta di liriche, pubblicata da Mursia nel 1965, Il cavallo verde.
Tra gli ultimi lavori, merita una menzione speciale il Catalogo storico della Casa editrice Zanichelli (1960), in quanto le ricerche preparatorie permisero di recuperare inediti di Carducci, Pascoli e D'Annunzio.
Lo sviluppo critico di Martini si legò direttamente alla concezione romantica di Giuseppe De Robertis nella indagine anche semantica dei principali scrittori italiani (in particolare Pascoli, Dossi e Govoni).
Esercitò gran parte della attività di critico letterario collaborando alla Rai (con L'approdo e Terzo Programma) e a noti periodici dell'epoca, dalla Nuova Antologia alla Fiera Letteraria, da Italia e Civiltà, Meridiano di Roma, a Città di vita, Idea, Cenobio, Persona, Rassegna di Cultura, Annali della Pubblica istruzione, L'osservatore politico letterario, ecc.
La poesia di Martini fu definita «limpida, sottile, penetrante», «ricca di una sostanza potente e misteriosa», la cui ispirazione «sale dalle profonde radice dell'essere» e la lettura è «gioia allo sprito» e «dà profonda commozione». Tra gli estimatori vi furono Domenico Giuliotti, Cesare Angelini, Carlo Linati, Pietro Pancrazi, Emilio Cecchi, Antonio Baldini, Giuseppe Prezzolini, Giovanni Battista Angioletti, Bonaventura Tecchi, Carlo Betocchi, Nicola Lisi, Francesco Casnati.
Nicola Francesco Cimmino, recensendo la raccolta Questa è la mia terra (1950), scrisse: «è l'espressione matura di un poeta esperto e sincero. Una malinconia sottile accompagna le confessioni, le ricerche, le conclusioni dell'artista, malinconia che nasce [...] da un senso di esperienza conclusa».

## Premi e riconoscimenti
- Excelsior (Milano), 1939
- Sibille (Tolentino), 1949
- Andreina (ex aequo con F. Tombari), (Massa C.), 1952
- San Pellegrino (Bergamo), 1952
- Ceccardo Roccatagliata Ceccardi (Massa C.), 1952
- Cittadella (Padova), 1954
- Modena (Modena), 1956
- Italia bella (Napoli), 1962
- Annibal Caro (Camerino), 1962
- Sette Stelle (ex aequo con p. D. Turoldo), (Firenze), 1962
- Premio Nazionale Letterario Pisa (Pisa), 1962[6]
- Laura Koch (Genova), 1963
- La Madonnina (Premio di poesia del Comune di Milano), 1963
- David (Massa C.), 1964
- Villaroel (Palermo), 1966
- Spiga d'oro, (Canaro), 1969
- Due volte segnalato al Premio Viareggio
- Segnalato al Premio di critica «Quattro Arti» (Napoli), 1952
- Segnalato (medaglia d'oro) al Premio «Costantino Nigra» (Ivrea), 1963
- Segnalato (medaglia d'oro) al Premio «Cardarelli» (Tarquinia), 1969
- Gli è stato più volte assegnato il Premio della Cultura decretato dalla Presidenza del Consiglio dei Ministri

## Opere
(elenco parziale)

### Poesia
- Preghiera alla Madre immortale, Milano, Quaderni di Poesia, 1937.
- Il dramma della poesia italiana, Milano, Piccola Mostra, 1938.
- Sirio, pupilla di sposa, Milano, Quaderni di Poesia, 1939.
- Liriche non ermetiche, Milano, Quaderni di Poesia, 1940.
- Mario dell'Arco (a cura di), Le biciclette dell'alba, Roma, F.lli Palombi, 1954.
- Notturni, Padova, Rebellato, 1955.
- Fisarmoniche e solitudine, Roma, Il pellicano, 1957.
- Il vento che ti ha sfiorato, Padova, Rebellato, 1958.
- Il trionfo dell'uomo (per Saint-John Perse; con una lettera di G. Ungaretti), Padova, Rebellato, 1961.
- Poesie: 1941-1961, Milano, Mursia, 1961.
- Il silenzio e lo sguardo, Milano, Mursia, 1963.
- Il cavallo verde, Milano, Mursia, 1965.
- Il vento della memoria, Milano, Mursia, 1969.

### Prosa
- Taccuino fiorentino : 1960-1961, Roma, Rassegna di cultura e vita scolastica, 1964.
- Due donne, un taccuino e alcuni itinerari, Milano, Mursia, 1971.

### Critica
- Cesare Angelini, Padova, Rebellato, 1955.
- La Voce : storia e bibliografia, prefazione di Giuseppe Prezzolini, Pisa, Nistri-Lischi, 1956.
- Gustavo Botta, Padova, Rebellato, 1960.
- San Paolo, Seconda lettera a Timoteo, traduzione di Mario Pomilio, con introduzione e note di Carlo Martini e illustrazioni di Lello Scorzelli, Roma, Tipografia Poliglotta Vaticana, 1969.
- Prefazione al carteggio Boine-Cecchi, Roma, Edizioni di Storia e Letteratura, 1972.
- Giuseppe Rovani, Milano, Centro Nazionale di Studi Manzoniani, 1976.

### Varie
- Voci, in Dizionario Biografico degli Autori, Milano, Bompiani, 1957.
- Indice analitico dell'edizione nazionale delle Opere e delle Lettere di G. Carducci, Bologna, Zanichelli, 1960.
- Catalogo storico della Casa Editrice Zanichelli 1859-1959, Bologna, Zanichelli, 1960.
- Giacomo Casanova, Lettere a un maggiordomo, prefazione di Piero Chiara; traduzione e note di Carlo Martini, Milano, L. Ferriani, 1960.
- Enrico Falqui (a cura di), Il Caffè del Pavaglione a Bologna, in Caffè Letterari, Roma, Canesi, 1962.
- Massimario del Comitato Centrale di Vigilanza sulle radiodiffusioni, su designazione di B. Tecchi, A. Pagliaro, A. Ciampi. C. Bo, Roma, Ministero delle Poste e delle Telecomunicazioni, 1967.
- Voci, in Dizionario della letteratura mondiale del XX, Roma, Pro Società San Paolo, 1968.
- Voci, in Enciclopedia dell'Istituto di Scienze ed Arti, Roma, 1968.
- Dizionario dei premi letterari, Milano, Mursia, 1969.
- Datario comparativo delle lettere e delle arti italiane e straniere, in Incontri con i contemporanei: pagine di autori italiani contemporanei, con Francesco Grisi, Milano, Edizioni scolastiche Mondadori, 1970.
- Il Cenacolo carducciano (con documenti inediti e bibliografia), in Biblioteca della Rassegna di Cultura e Vita scolastica, Roma, 1974.

### Traduzioni
- (PT)   Panorama da poesia italiana, Lisbona, 1938.
- (EN)  Unyielding heart, in Twentieth Century Italian Poetry: A Bilingual Anthology, traduzione di Margherita Marchione, Madison, Fairleigh Dickinson University Press, 1974.
- (ES)   El pequeño repartidor de pan - Celeste aire mueve a los pastores, in Las uvas del racimo, traduzione di Javier Sologuren, Lima, Instituto Nacional de Cultura, 1974.